# C/2013 L2 (Catalina)
C/2013 L2 (Catalina) — одна з гіперболічних комет. Ця комета була відкрита 2 червня 2013 року; вона мала 19.6m на час відкриття.